# Подґури (Слупський повіт)
Подґури (пол. Podgóry, нім. Puddiger) — село в Польщі, у гміні Кемпиці Слупського повіту Поморського воєводства.
Населення — 196 осіб (2011).
У 1975-1998 роках село належало до Слупського воєводства.

## Демографія
Демографічна структура станом на 31 березня 2011 року:
|          | Загалом | Допрацездатний вік | Працездатний вік | Постпрацездатний вік |
| -------- | ------- | ------------------ | ---------------- | -------------------- |
| Чоловіки | 105     | 24                 | 68               | 13                   |
| Жінки    | 91      | 18                 | 56               | 17                   |
| Разом    | 196     | 42                 | 124              | 30                   |